# Casino de Monte Carlo
 For alternative betydninger, se Monte Carlo (flertydig). (Se også artikler, som begynder med Monte Carlo)
Casino de Monte Carlo er en af de absolut største turistattraktioner i Monte Carlo og i Monaco.
Ruten i det velkendte Formel 1-løb, Monaco Grand Prix, går lige forbi kasinoet.

## Ejerskabet
Monte Carlos berømte kasino ejes af selskabet Société des bains de mer de Monaco. Det er et offentligt selskab med staten som hovedaktionær. Det ejer også en række af de hoteller og restauranter, der betjener turisterne.

## Faciliteter
Casino de Monte Carlo har en bred vifte af spilmuligheder:
- Roulette
- Stud poker
- Blackjack
- Trente et Quarante
- Craps
- Baccarat
- Video poker
- Spilleautomater

## Arkitektur
Kasinoet er opført efter tegninger af arkitekt Charles Garnier, der også tegnede Palais Garnier, Paris' gamle opera (kendt fra Phantom of the Opera). De er begge opført i Beaux-Arts-stil, som arkitekten selv betegnede som "style Napoléon III". Det indre af kasinoet er i Art Nouveau (Jugendstil).

## Historie
I 1854 blev hasardspil, altså spil om penge, legaliseret af fyrst Florestan 1. af Monaco. Det første kasino åbnede i 1856 i en villa nær havnen. Den næste fyrste Charles 3. beordrede anlæggelse af en helt ny bydel ved navn Monte Carlo, og et nyt kasino var en del af denne plan.
Konstruktionen af bygningen begyndte i 1858, og det nye kasino blev åbnet i 1863.
I 1910 blev bygningen udvidet med et teater.

## Kasinoet i filmens verden
- James Bond, den fiktive britiske hemmelige agent og playboy, er ofte associeret med det glamourøse kasino. Det er således Casino de Monte Carlo, der lægger lokaler til Ian Flemings første Bond-roman, Casino Royale fra 1953.

- I James Bond-filmene Never Say Never Again[1] fra 1983 og GoldenEye[2] fra 1995 er det rent faktisk kasinoet, der lægger lokaler til scener i filmene.

## Links og henvisninger
- Hjemmeside for Casino de Monte Carlo (engelsk)